# Иоасаф Бдинский
Иоасаф Бдинский (болг. Йоасаф Бдински) — средневековый болгарский писатель, представитель Тырновской книжной школы, митрополит Видинский.
Возможно ученик Евфимия Тырновского, в «Похвальное слово о Филофее» очень почтительно относится к Евфимию. По просьбе царя Ивана Срацимира в 1392 был рукоположен в Константинополе митрополита Видина. Составил «Похвальное слово о переносе мощей святого Филофея из Тырново в Видин» (болг. „Похвално слово за пренасяне на мощите на света Филотея от Търново във Видин“). Здесь автор предоставляет ценную историческую информацию о положении болгарского народа в конце XIV века - падение Тырново и первые годы османского владычества.